# Mile Dedaković
Mile Dedaković (rođen 4. srpnja 1951.) je umirovljeni stožerni brigadir Hrvatske vojske. Također poznat po svom ratnom nadimku Jastreb, Dedaković je najpoznatiji kao zapovjednik 204. vukovarske brigade i obrane grada Vukovara tijekom bitke 1991. početkom Domovinskog rata.

## Životopis
Dedaković je rođen u srijemskom selu Nijemci u istočnoj Hrvatskoj. Diplomirao je na akademiji zračnih snaga Jugoslavenske narodne armije. Početkom 1990. imao je čin potpukovnika u JNA.
S raspadom Jugoslavije, Dedaković se u ljeto 1991. stavlja na raspolaganje novoj hrvatskoj vlasti i pristupa Zboru narodne garde. Kao jedan od rijetkih tada dostupnih iskusnih časnika, Dedaković je postavljen za zapovjednika obrane Vukovara koji se uskoro našao pod napadom JNA i pobunjenih hrvatskih Srba. 
Nakon što je Dedaković preuzeo zapovjedništvo, sve jedinice u obrani grada preustrojene su u 204. brigadu ZNG-a u rujnu 1991. godine. U vrijeme osnivanja, brigada je imala 1.803 vojnika, te joj je područje djelovanja bilo općina Vukovar, koja je uključivala gradove Vukovar i Ilok, kao i brojna okolna sela. Kako su svi zapovjednici obrane dobili šifrirana imena, Dedaković je dobio ime Jastreb, a njegov zamjenik Branko Borković je dobio ime Mladi jastreb. Dedaković je zapovijedao brigadom u prvoj fazi opsade Vukovara do početka listopada, kada je bio raspoređen u obližnje Vinkovce, a brigada prešla pod zapovjedništvo Branka Borkovića.
Sredinom listopada Dedaković je zadužen za organiziranje proboja prema Vukovaru, koji je u međuvremenu odsječen od ostatka Hrvatske. Iako u početku uspješan, hrvatski protunapad obustavljen je pod pritiskom Europske zajednice. To je omogućilo jugo-srpskim snagama da ponovno zauzmu izgubljene položaje. 18. studenog 1991. Vukovar je pao u srpske ruke.
22. studenog 1991. Dedaković i predsjednik HSP-a Dobroslav Paraga bivaju uhićeni. Tijekom boravka u zatvoru, Dedaković je bio učestalo premlaćivan. Novo-osnovana "Komisija za Vukovar" na čelu s Josipom Manolićem tada proglašava Dedakovića i Paragu krivcima za pad Vukovara te ih optužuje da su agenti Kontraobavještajne službe JNA (KOS), te da su spremali napad na Banske dvore. Vrhovni sud Republike Hrvatske 13. prosinca 1991. donosi rješenje kojim su sve optužbe protiv Dedakovića i Parage odbačene kao neosnovane. Nakon oslobađanja, Dedaković napušta Hrvatsku vojsku i pristupa HSP-u gdje je imenovan Glavnim inspektorom HOS-a. Nakon smrti zapovjednika HOS-a Hercegovine, generala bojnika Armije RBiH Blaža Kraljevića, Dedaković se angažirao na smirivanju odnosa između HOS-a i HVO-a.